# Coenonympha elliptica
Coenonympha elliptica är en fjärilsart som beskrevs av Reverdin 1916. Coenonympha elliptica ingår i släktet Coenonympha och familjen praktfjärilar. Inga underarter finns listade i Catalogue of Life.